# Lato Chang
Lato Chang was een van de dertien tienduizendschappen van de sakyaorde in de 13e en 14e eeuw. Het lag in het grotere gebied Ngamring.
Lato Chang was de Noordelijke Lato; het tienduizendschap dat in dezelfde tijd aan de tegenoverliggende zijde van de Yarlung Tsangpo lag in het grotere gebied Dingri-Shelkar, werd Lato Lho (Zuidelijke Lato) genoemd.

## Bronmateriaal
De maatgevende bron voor de geschiedenis van dit gebied, is de Changpa Lhodagpo Dungrab (byang pa lho bdag po’i gdung rabs: de familiegeschiedenis van de Changpa en lhodag). Changpa betekent hier de heerser van Lato Chang en Lhodag is de heerser van Lato Lho.
Verder bestaat er over het dal van de rivier Muchu (mus chu), dat zich bevond in het oostelijke deel van de heerschappij van de Changpa, veel bronmateriaal uit heerseroorkondes. Gedocumenteerde bronnen van de geschiedenis van het vorstendom zelf zijn slechts in beperkte mate bewaard gebleven.

## Geschiedenis
Lato Chang werd rond 1265, ten tijde van de zevende sakya trizin Phagspa, gesticht door de Noordelijke heerser, ofwel Changpa, waarvan de stamboom terugvoert naar het geslacht van de heerser van Minyag (mi nyag). Nadat diens rijk was verslagen, zouden de afstammelingen van Minyag naar Tibet zijn gevlucht en zich hebben gevestigd in de regio Ngamring, waar ze als adellijke Tibetaanse vorsten over de relatief kleine regio heersten.
Als gavenheer van de sakyapa ontvingen de vorsten de titel Yonchen (yon chen; Grote Gavenheer). Tijdens de heerschappij van grootkan Koeblai Khan werden hen door de sakyapa de Noordelijke Lato toevertrouwd.
Doordat ze tijdens de versplintering van de macht van de sakyapa in vier lamaresidenties (bla brang; Ladrang) onder de elfde sakya trizin Sangpo Päl nauwe echtverbindingen met Lhakhang Ladrang overeenkwamen, versterkte hun deelname aan de macht van de sakya. Hierdoor brachten ze meerdere keizerlijke leraren (Tishri) voort, zoals de Sakya Ponchen (sa skya dpon chen; generaal in dienst van de sakya).
De compromisloze houding en het machtsstreven van de Changpa droegen wezenlijk bij tot het verval van de macht van de sakyapa in het midden van de 14e eeuw. Onder de heerser van de Phagmodru-dynastie, Changchub Gyaltsen (1302-1364), werden het territorium en de invloed van de Changpa aanzienlijk ingeperkt. Op grond van interne conflicten en onverstandige politiek van de laatste troonhouder raakte Lato Chang uiteindelijk in 1620 onder toezicht van de Tsangpa Desi (gtsang pa sde srid), totdat het uiteindelijk rond 1644 tijdens het bewind van de vijfde dalai lama (1617-1682) onder bestuur kwam van de ganden podrang, de toenmalige Tibetaanse regering.

## Ngamring Chode
De vorsten van Lato Chang stichtten het sakyaklooster Ngamring Chode (ngam ring chos sde), een van de grote kloosterscholen van Tibet in die tijd die in de erop volgende tijd talrijke belangrijke geleerden voortbracht. Een beroemd heerser van Lato Chang was Namgyal Dragpa Tsangpo (1395-1475) die ondanks de uitoefening van zijn heerserstaken het leven van een monnik voerde. Hij was in de 15e eeuw een van de grote religieuze persoonlijkheden in Tibet en werd ook op grond van zijn geschriften over de kalachakratantra beroemd.